# Кольтоган (Жуалинський район)
Кольтога́н (каз. Көлтоған) — село у складі Жуалинського району Жамбильської області Казахстану. Адміністративний центр Боралдайського сільського округу.
До 1992 року село називалось Алексієвка.
Населення — 1324 особи (2021; 1495 у 2009, 1420 у 1999, 1696 у 1989).